# Gens Mànlia
La gens Mànlia va ser una gens romana d'origen patrici, una de les més antigues de Roma. Més tard va aparèixer una branca plebea.
El seu nom es confon sovint amb els Manili i els Mal·li, però els Manli van ser els més cèlebres. El primer membre de la gens que va obtenir el consolat va ser Gneu Manli Cincinnat, cònsol l'any 480 aC. En endavant sempre algun membre de la família va exercir algun alt ofici de l'estat. Van portar els cognoms familiars d'Acidí (Acidinus), Capitolí (Capitolinus), Cincinnat (Cincinnatus), Torquat (Torquatus) i Vulsó (Vulso).
Personatges destacats sense cap d'aquests cognoms van ser:
- Aule Manli, llegat de Gai Mari
- Caius Manlius, comandant de les tropes de Catilina a Etrúria el 63 aC. Probablement el seu nom correcte era Gai Mal·li.
- Manli Lentí (Manlius Lentinus) legat de Gai Pomptí a la Gàl·lia Narbonense l'any 6 aC; va conquerir la ciutat de Ventia i va derrotar els bàrbars.[2]
- Gneu Manli, tribú de la plebs el 58 aC